# Casemurate
Casemurate (Chesmuré in romagnolo) è una frazione dei comuni di Ravenna e Forlì, situata al confine tra la provincia di Forlì e quella di Ravenna.
Il nome deriva dalla piazzaforte, ora distrutta, di Casa Murata che era stata costruita in epoca medievale come presidio all'incrocio di due importanti e antiche vie della Romagna centrale e cioè il Dismano (o Decumano) che collega Ravenna a Cesena (direzione Nord-Sud), e la Cervese che collega Forlì a Cervia (direzione Ovest-Est). Il castello fu restaurato ancora nel 1412 da Giorgio Ordelaffi, Signore di Forlì.
L'attuale chiesa, voluta dal vescovo di Ravenna Cristoforo Boncompagni, risale al 1591, ma fu trasformata nel 1830.
Casemurate di Forlì si trova a ovest del torrente Serachieda, mentre Casemurate di Ravenna si trova ad est, vicino a un importante svincolo della Strada europea E45 (Ravenna-Orte), che conduce a Roma attraverso la valle del Savio e quella del Tevere.
A nord il territorio di Casemurate è delimitato dal torrente Bevàno.